# Quasqueton (Iowa)
Quasqueton – miasto w Stanach Zjednoczonych, w stanie Iowa, w hrabstwie Buchanan. W 2019 roku liczyło 578 mieszkańców.